# Eleição presidencial nos Estados Unidos em 1808
A eleição presidencial dos Estados Unidos de 1808 foi a sexta eleição presidencial no país. O candidato James Madison venceu as eleições pelo Partido Democrata-Republicano, derrotando Charles Cotesworth Pinckney, do Partido Federalista. Madison fora antes Secretário de Estado dos Estados Unidos durante o mandato de Thomas Jefferson e Clinton repetiu a candidatura sem êxito das eleições anteriores.
No colégio eleitoral houve 6 votos em Clinton, de protesto. Todos os "eleitores" que assim manifestaram oposição a Madison eram do estado de Nova Iorque.

## Processo eleitoral
Os eleitores gerais elegem outros "eleitores" que formam o Colégio Eleitoral. A quantidade de "eleitores" por estado varia de acordo com a quantidade populacional do estado. Em quase todos os estados, o vencedor do voto popular leva todos os votos do Colégio Eleitoral.

## Votações das indicações dos congressistas
Os congressistas americanos se reuniam informalmente para decidirem quem seriam os candidatos pelo seu partido.

### Indicação doPartido Democrata-Republicano
- James Madison (Virgínia), secretário de Estado dos Estados Unidos;
- James Monroe (Virgínia), governador da Virgínia;
- George Clinton (Nova Iorque), vice-presidente dos Estados Unidos.

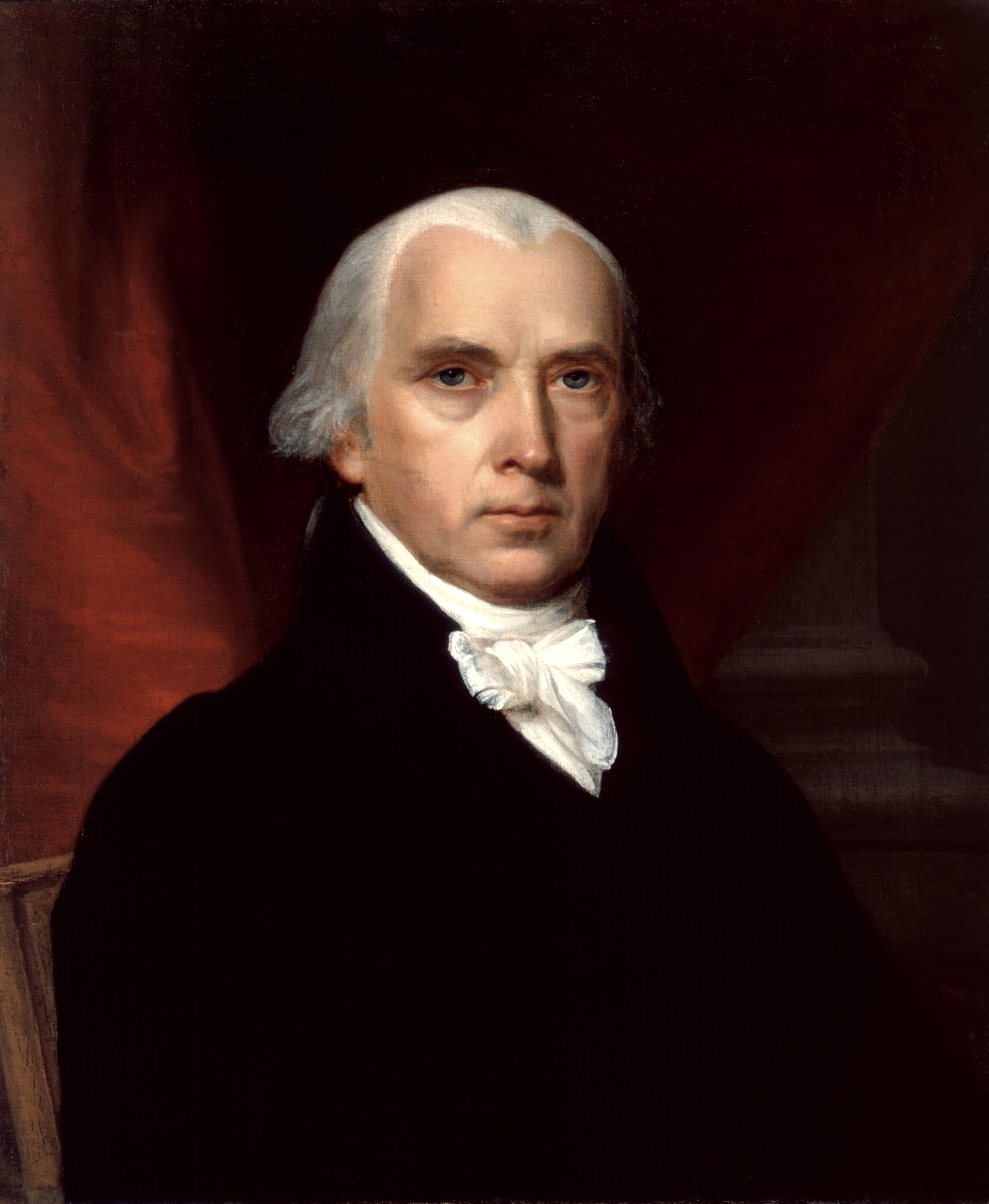
James Madison
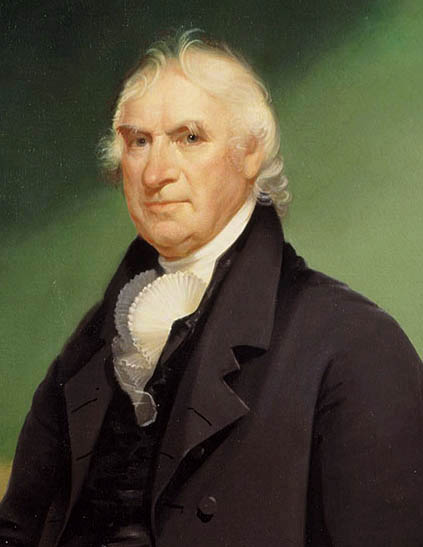
George Clinton
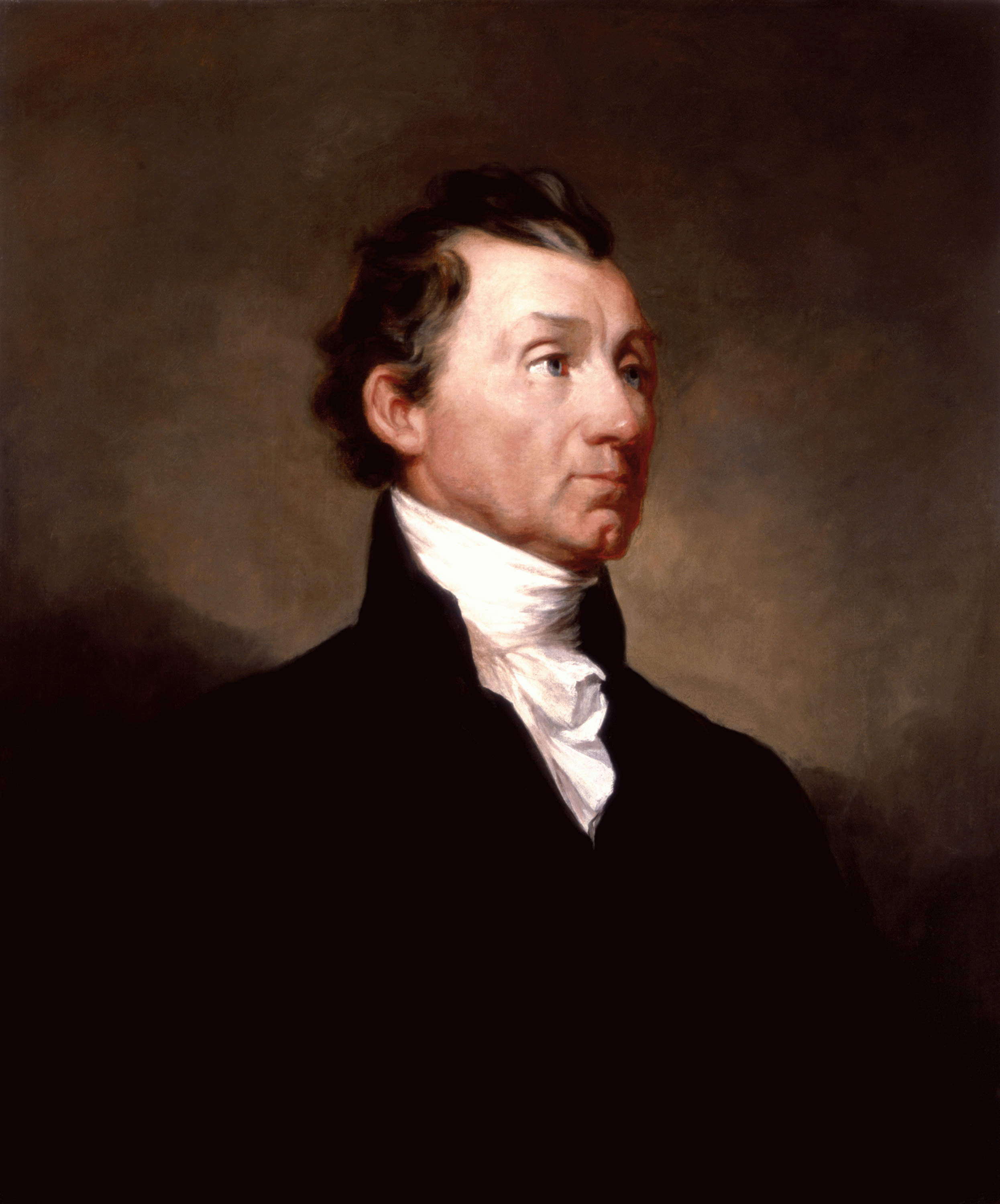
James Monroe

Com Thomas Jefferson pronto para se aposentar, o partido nomeou James Madison para sucede-lo. James Monroe e George Clinton também participaram como candidatos na eleição.
| Votação Presidencial |    | Votação Vice-presidencial |    |
| James Madison        | 83 | George Clinton            | 79 |
| James Monroe         | 3  | John Langdon              | 5  |
| George Clinton       | 3  | Henry Dearborn            | 3  |
|                      |    | John Q. Adams             | 1  |
| -------------------- | -- | ------------------------- | -- |

### Indicação doPartido Federalista
- Charles Cotesworth Pinckney (Carolina do Sul), ex-embaixador dos Estados Unidos na França.

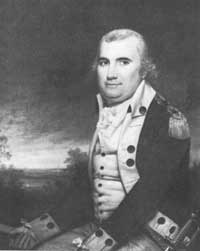
Charles C. Pinckney

O Partido Federalista nomeou Charles Cotesworth Pinckney e Rufus King (Massachusetts).

## Resultados
| Candidato presidencial                                        | Candidato presidencial                                        | Partido                                                       | Estado de origem                                              | Voto popular(a), (b)                                          | Voto popular(a), (b)                                          | Colégio Eleitoral(c) | Running mate                | Running mate     | Running mate         |
| Candidato presidencial                                        | Candidato presidencial                                        | Partido                                                       | Estado de origem                                              | Votos                                                         | Porcentagem                                                   | Colégio Eleitoral(c) | Candidato vice-presidencial | Estado de origem | Colégio Eleitoral(c) |
| ------------------------------------------------------------- | ------------------------------------------------------------- | ------------------------------------------------------------- | ------------------------------------------------------------- | ------------------------------------------------------------- | ------------------------------------------------------------- | -------------------- | --------------------------- | ---------------- | -------------------- |
|                                                               | James Madison                                                 | Democrata-Republicano                                         | Virgínia                                                      | 124,732                                                       | 64,7%                                                         | 122                  | George Clinton              | Nova Iorque      | 113                  |
| John Langdon                                                  | James Madison                                                 | Democrata-Republicano                                         | Virgínia                                                      | 124,732                                                       | 64,7%                                                         | 122                  | Nova Hampshire              | 9                |                      |
|                                                               | Charles Cotesworth Pinckney                                   | Federalista                                                   | Carolina do Sul                                               | 62,431                                                        | 32,4%                                                         | 47                   | Rufus King                  | Massachusetts    | 47                   |
|                                                               | George Clinton                                                | Democrata-Republicano                                         | Nova Iorque                                                   | —                                                             | —                                                             | 6                    | James Madison               | Virgínia         | 3                    |
| James Monroe                                                  | George Clinton                                                | Democrata-Republicano                                         | Nova Iorque                                                   | —                                                             | —                                                             | 6                    | Virgínia                    | 3                |                      |
|                                                               | James Monroe                                                  | Democrata-Republicano                                         | Virgínia                                                      | 4,848                                                         | 2,5%                                                          | 0                    | Nenhum                      | Nenhum           | 0                    |
|                                                               | Nenhum                                                        | Nenhum                                                        | Nenhum                                                        | 680                                                           | 0,4%                                                          | 0                    | Nenhum                      | Nenhum           | 0                    |
| Total                                                         | Total                                                         | Total                                                         | Total                                                         | 192,691                                                       | 100%                                                          | 175                  |                             |                  | 175                  |
| Votos mínimos do Colégio Eleitoral que se precisa para vencer | Votos mínimos do Colégio Eleitoral que se precisa para vencer | Votos mínimos do Colégio Eleitoral que se precisa para vencer | Votos mínimos do Colégio Eleitoral que se precisa para vencer | Votos mínimos do Colégio Eleitoral que se precisa para vencer | Votos mínimos do Colégio Eleitoral que se precisa para vencer | 88                   |                             |                  | 88                   |

Fonte:
(a)Apenas 10 dos 17 estados escolheram "eleitores" pelo voto popular.

(b)Os Estados que escolheram "eleitores" pelo voto popular tinham muitas diferentes restrições ao sufrágio por meio de exigências de propriedade.

(c)Um "eleitor de Kentucky não votou.

## Seleção dos "eleitores" do Colégio Eleitoral
| Método de escolha dos "eleitores" do Colégio Eleitoral                                            | Estado (s)                                                                            |
| ------------------------------------------------------------------------------------------------- | ------------------------------------------------------------------------------------- |
| Cada "eleitor" é nomeado pelo legislativo estadual.                                               | Connecticut, Delaware, Geórgia, Massachusetts, Nova Iorque, Carolina do Sul, Vermont. |
| Cada "eleitor" é escolhido pelos eleitores em todo o estado.                                      | Nova Hampshire, Nova Jersey, Ohio, Pensilvânia, Rhode Island, Virgínia.               |
| O estado é dividido em distritos eleitorais, os eleitores de cada distrito escolhem um "eleitor". | Kentucky, Maryland, Carolina do Norte, Tennessee.                                     |